# Diocesi di Subotica
La diocesi di Subotica (in latino Dioecesis Suboticana) è una sede della Chiesa cattolica in Serbia suffraganea dell'arcidiocesi di Belgrado. Nel 2022 contava 234.913 battezzati su 935.704 abitanti. È retta dal vescovo Ferenc Fazekas.

## Territorio
La diocesi comprende la Bačka, cioè la parte nord-occidentale della Voivodina, contrassegnata in giallo nella mappa a destra.
Sede vescovile è la città di Subotica, dove si trova la cattedrale di Santa Teresa d'Avila.
Il territorio è suddiviso in 114 parrocchie.

## Storia
Nell'antichità il territorio della diocesi era compreso nella diocesi di Sirmio, che per qualche tempo, forse in occasione di alcune invasioni, ebbe sede a Bač.
Dal re di Ungheria san Ladislao nel 1090 fu eretta l'arcidiocesi di Bač, che nel 1135 fu unita all'arcidiocesi di Kalocsa.
Il territorio subì l'occupazione ottomana, che comportò la distruzione di tutti i monasteri e quasi tutti i monumenti cristiani. Ma durante tutto questo periodo il territorio fu abitato da croati cattolici e serbi ortodossi, con una piccola minoranza di ungheresi cattolici. Nel XVII secolo emigrarono nella regione ungheresi, tedeschi e slovacchi, che ancora oggi danno alla diocesi una variegata composizione etnica.
L'amministrazione apostolica della Bačka jugoslava fu eretta il 10 febbraio 1923, per i territori dell'arcidiocesi di Kalocsa che appartenevano al regno di Jugoslavia.
Il 25 gennaio 1968 in forza della bolla Praeclarissima Pauli di papa Paolo VI l'amministrazione apostolica è stata elevata a diocesi e ha assunto il nome attuale.
Negli anni ottanta e novanta a causa dell'emigrazione dei cattolici croati a seguito del nazionalismo serbo, la diocesi ha perso circa un quarto dei suoi fedeli.

## Cronotassi dei vescovi
Si omettono i periodi di sede vacante non superiori ai 2 anni o non storicamente accertati.
- Lajlo Budanović † (28 febbraio 1927 - 16 marzo 1958 deceduto)
- Matija Zvekanović † (1958 - 25 aprile 1989 ritirato)
- János Pénzes (25 aprile 1989 - 8 settembre 2020 ritirato)
- Slavko Večerin † (8 settembre 2020 - 26 agosto 2022 deceduto)
- Ferenc Fazekas, dal 7 ottobre 2023[1]

## Statistiche
La diocesi nel 2022 su una popolazione di 935.704 persone contava 234.913 battezzati, corrispondenti al 25,1% del totale.
| anno | popolazione | popolazione | popolazione | presbiteri | presbiteri | presbiteri | presbiteri                | diaconi | religiosi | religiosi | parrocchie |
| anno | battezzati  | totale      | %           | numero     | secolari   | regolari   | battezzati per presbitero | diaconi | uomini    | donne     | parrocchie |
| ---- | ----------- | ----------- | ----------- | ---------- | ---------- | ---------- | ------------------------- | ------- | --------- | --------- | ---------- |
| 1970 | 415.000     | 1.100.000   | 37,7        | 103        | 91         | 12         | 4.029                     |         | 18        | 255       | 112        |
| 1980 | 385.000     | 1.100.000   | 35,0        | 123        | 106        | 17         | 3.130                     |         | 24        | 198       | 113        |
| 1990 | 363.920     | 1.265.000   | 28,8        | 17         | 3          | 14         | 21.407                    |         | 20        | 134       | 116        |
| 1999 | 315.187     | 1.152.657   | 27,3        | 99         | 88         | 11         | 3.183                     | 1       | 16        | 95        | 116        |
| 2000 | 314.743     | 1.151.012   | 27,3        | 100        | 89         | 11         | 3.147                     | 3       | 16        | 87        | 116        |
| 2001 | 315.100     | 1.150.872   | 27,4        | 101        | 90         | 11         | 3.119                     | 5       | 15        | 87        | 114        |
| 2002 | 312.597     | 1.145.253   | 27,3        | 100        | 88         | 12         | 3.125                     | 6       | 16        | 86        | 114        |
| 2003 | 311.039     | 1.098.223   | 28,3        | 100        | 88         | 12         | 3.110                     | 6       | 16        | 81        | 114        |
| 2004 | 305.177     | 1.079.889   | 28,3        | 102        | 90         | 12         | 2.991                     | 6       | 16        | 79        | 114        |
| 2010 | 289.591     | 1.012.821   | 28,6        | 113        | 102        | 11         | 2.562                     | 10      | 14        | 64        | 114        |
| 2014 | 267.571     | 1.003.415   | 26,7        | 109        | 100        | 9          | 2.454                     | 1       | 11        | 58        | 114        |
| 2017 | 255.000     | 975.000     | 26,2        | 102        | 96         | 6          | 2.500                     | 12      | 10        | 52        | 114        |
| 2020 | 238.000     | 948.000     | 25,1        | 116        | 108        | 8          | 2.051                     | 10      | 11        | 40        | 114        |
| 2022 | 234.913     | 935.704     | 25,1        | 112        | 105        | 7          | 2.097                     | 9       | 10        | 36        | 114        |